# William A'Court

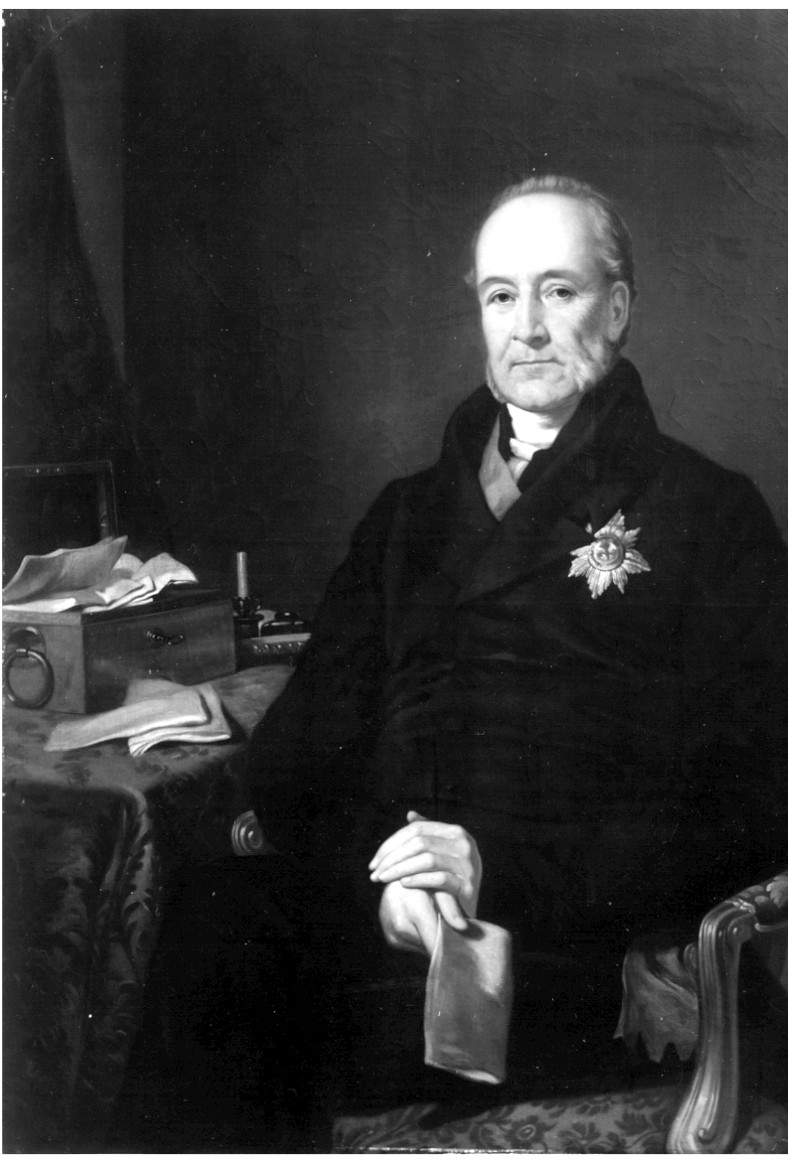
Retrato de William à Court, 1.º barão de Heytesbury, com o uniforme de Vice-Rei da Irlanda (original na National Gallery of Ireland).

William à Court (11 de Julho de 1779 — 31 de Maio de 1860), barão de Heytesbury, frequentemente referido na literatura lusófona simplesmente por A'Court, foi um político e diplomata britânico, membro destacado do Partido Conservador. Foi embaixador britânico em Portugal durante o reinado de D, João VI de Portugal, desempenhando um importante papel na luta de influências que então se travou entre britânicos e franceses pelo controlo da política portuguesa.

## Biografia
Heytesbury foi o filho primogénito de Sir William à Court, 1.º baronete, e de Laetitia, filha de Henry Wyndham. Foi educado em Eton e entrou muito jovem para o serviço diplomático britânico.
Em 1812 foi eleito para a Câmara dos Comuns do Parlamento Britânico pelo círculo eleitoral de Dorchester, mandato que manteve até 1814. 
Foi nomeado para o posto de enviado extraordinário britânico nos Estados da Barbária de 1813 a 1814, para o Reino de Nápoles em 1814 e para Espanha de 1822 a 1824. Foi embaixador britânico em Portugal entre 1824 e 1828. 
Em 1828 Heytesbury foi nomeado embaixador britânico na Rússia, onde teve de lidar com as questões resultantes da Guerra Russo-Otomana de 1828–1829. Permaneceu na Rússia até 1832.
Em 1835 Sir Robert Peel nomeou-o para o cargo de Governador-Geral da Índia Britânica, mas o governo conservador do Partido Tory caiu pouco depois, levando a que não chegasse a tomar posse do lugar.
Mais tarde, também por iniciativa de um governo liderado por Robert Peel, foi nomeado Lord-Lieutenant of Ireland, cargo que exerceu de 1844 a 1846. Foi também governador da ilha de Wight.
Heytesbury sucedeu a seu pai no título de baronete Heytesbury em 1817 e foi feito membro do Conselho de Sua majestade Britânica (Privy Council) naquele mesmo ano. Em 1819 foi feito cavaleiro grã-cruz da Ordem do Banho (Order of the Bath - GCB).
Em 1828 foi elevado ao pariato com o título de barão Heytesbury, de Heytesbury no condado de Wiltshire.
Lord Heytesbury casou em 1808 com Maria Rebecca Bouverie, filha do Hon. William Henry Bouverie. O casal teve um filho e uma filha.
Dedicou-se às letras, sendo-lhe atribuída a autoria da peça trágica Montalto. 
Heytesbury faleceu em Maio de 1860, com 80 anos de idade, e foi sucedido nos seus títulos pelo seu filho William.